# Liste des collèges et écoles de Lausanne
 (juillet 2020).
Si vous disposez d'ouvrages ou d'articles de référence ou si vous connaissez des sites web de qualité traitant du thème abordé ici, merci de compléter l'article en donnant les références utiles à sa vérifiabilité et en les liant à la section « Notes et références ».
Voici une liste des établissements scolaires primaires et secondaires de la ville de Lausanne.

## Enseignement supérieur
- Écoles normales (1898-1901), par Francis Isoz.

## Enseignement secondaire
- Établissement primaire et secondaire du Belvédère
  - Collège du Belvédère
  - Collège des Croix-Rouges (1936-1938) par Gustave Hämmerli
- Établissement primaire et secondaire des Bergières
  - Collège des Bergières
- Établissement primaire et secondaire de Béthusy
  - Collège de Béthusy
  - Collège de Mon-Repos (1885-1887), par Charles Mauerhoffer et Henri Mauerhoffer
- Établissement primaire et secondaire de l'Élysée
  - Collège de l'Élysée
  - Collège de la Croix-d'Ouchy (1893-1894), par Louis Bezencenet & Alexandre Girardet
- Établissement primaire et secondaire de Villamont
  - Collège de Saint-Roch (1872-1874), par Georges Rouge (architecte communal)
  - Collège de Villamont (1886-1888), par Louis Bezencenet & Alexandre Girardet
- Établissement primaire et secondaire C.F. Ramuz
  - Collège d'Entre-Bois
  - Collège de la Rouveraie
- Établissement primaire et secondaire Isabelle-de-Montolieu
  - Collège de Grand-Vennes
  - Collège de Coteau-Fleuri
  - Collège du Signal.

## Enseignement primaire
- Établissement primaire d'Entre-Bois
  - Collège de Bellevaux
  - Collège d'Entre-Bois
  - Pavillon d'Entre-Bois
  - Collège de la Rouveraie
  - Collège du Vieux-Moulin
- Établissement primaire de Floréal
  - Collège de la Bourdonette
  - Collège de Cour
  - Collège des Figuiers
  - Collège de Floréal
  - Collège de Montoie
  - Collège de Montriond (1912-1915), par Gustave Hämmerli
- Établissement primaire de Mon-Repos
  - Collège de Chandieu
  - Collège de Chissiez
  - Collège de la Croix-d'Ouchy
  - Collège de l'Eglantine
  - Collège de Florimont
  - Collège du Léman
  - Collège de Mon-Repos
  - Collège de Montchoisi
- Établissement primaire de Prélaz
  - Collège de Prélaz (1906-1908), par Eugène Bron
  - Collège de Malley
  - Collège de Provence
  - Collège de Valency
  - Collège des Jardins de Prélaz
- Établissement primaire de La Sallaz
  - Collège de Boissonnet
  - Collège de Montolieu
  - Collège de la Sallaz
  - Collège de Vers-chez-les-Blanc
- Établissement primaire de Beaulieu
  - Collège de la Barre (1899-1902), par Charles Borgeaud et Charles-François Bonjour
  - Collège de Beaulieu (1890-1891), par Louis Bezencenet & Alexandre Girardet
  - Collège de la Colline
  - Collège de la Pontaise
- Établissement primaire de Coteau-Fleuri
  - Collège de Chailly
  - Collège de Coteau-Fleuri
  - Collège du Devin
  - Collège de Praz-Séchaud
  - Collège du Riolet
  - Collège du Val d'Angrogne
- Établissement primaire de Pierrefleur
  - Collège des Bergières
  - Collège du Bois-Gentil
  - Collège de la Chablière
  - Collège City-Blécherette
  - Collège de Pierrefleur
  - Collège du Pont-des-Sauges[1],[2],[3]